# Austin Sealy
Pour les articles homonymes, voir Sealy (homonymie).
Sir Austin L. Sealy (né le 17 septembre 1939) est un dirigeant sportif de la Barbade, membre du Comité international olympique depuis 1994.
Il a été président du Comité national olympique de la Barbade de 1982 à 1996. Le prix du meilleur athlète des Jeux de la Caribbean Free Trade Association porte son nom.